# Александра Прийович
Александра Прийович (22 вересня 1995 року, Сомбор, ФРЮ) — сербська поп-співачка.

## Біографія
Александра Прийович народилася 22 вересня 1995 році у Сомборі. З дитинства захоплювалася співом. Брала участь у телевізійному музичному шоу «Великі зірки» (сезон 2012/2013). У 2017 році вийшов перший альбом співачки «Тестамент».

## Дискографія
- Тестамент (2017)